# Döbern
Döbern là một thị xã thuộc huyện Spree-Neiße, đông nam Brandenburg, Đức. Đô thị Döbern có diện tích 15,73 km², dân số thời điểm 31 tháng 12 năm 2020 là 3166 người. Đô thị Döbern có cự ly 25 km về phía đông nam Cottbus, và 15 km về phía nam Forst.